# Catopsis montana
Catopsis montana är en gräsväxtart som beskrevs av Lyman Bradford Smith. Catopsis montana ingår i släktet Catopsis och familjen Bromeliaceae. Inga underarter finns listade i Catalogue of Life.